# 背伸び (森七菜の曲)
『背伸び』（せのび）は、日本の女優・森七菜の4作目のシングル。前作『深海』以来2か月ぶりのリリース。作詞は自身が出演した映画「天気の子」の監督である新海誠が担当した。

## 概要
前作「深海」以来約2ヶ月ぶりのリリース。

## 収録曲
1. 背伸び [4:33]
作詞：新海誠
作曲：遠坂めぐ / 太田貴之
編曲：太田貴之